# Cheilanthes guanchica
Cheilanthes guanchica is een varen uit de lintvarenfamilie (Pteridaceae), afkomstig uit het Iberisch Schiereiland, het Middellandse Zeegebied en Macaronesië.

## Naamgeving enetymologie
De botanische naam Cheilanthes is afgeleid van het Oudgriekse χεῖλος (cheilos), "lip" of "rand" en ἄνθος (ánthos), "bloem", naar de sporenhoopjes die op de rand van het blad gelegen zijn. De soortaanduiding guanchica is afkomstig van het Latijnse 'guanchicus' en verwijst naar de oorspronkelijke inwoners van de Canarische Eilanden, de guanchen.

## Kenmerken

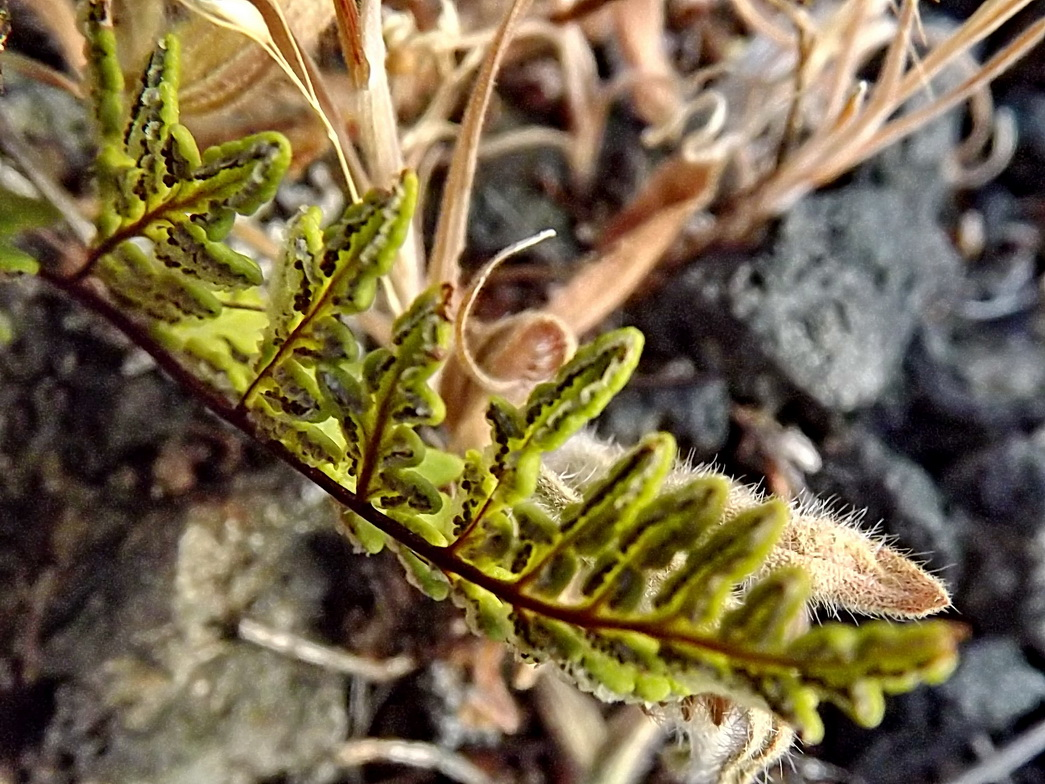
onderzijde blad met detail sporenhoopjes

Cheilanthes guanchica is een kleine varen met een diepgaande rizoom en in losse bundels geplaatste bladen, met een opvallend rode bladsteel. De bladschijf is ovaal tot small driehoekig, tot driemaal geveerd, met lancetvormige, gaafrandige bladslipjes, de grotere vaak gelobd aan de basis.
De sporenhoopjes staan aan de onderzijde langs de rand van de blaadjes, beschermd door de transparante bladrand, die over de ganse lengte van het blad is omgekruld, een zogenaamd pseudoindusium. Er zijn geen echte dekvliesjes.

## Taxonomie enfylogenie
C. guanchica is een tetraploïde plant (2n=60) . Hij wordt beschouwd als een hybride, nakomeling van de diploïde oudersoorten C. pulchella en C. maderensis.

## Habitaten verspreiding
C. guanchica is een terrestrische varen die te vinden is op onbeschutte rotsen, voornamelijk silicaat- en vulkanisch gesteente. Hij is uitstekend aangepast aan zowel warmte (thermofiel) als direct zonlicht (heliofiel).
Aanvankelijk werd de soort beschouwd als endemisch op de Canarische Eilanden, vandaar de soortaanduiding guanchica die verwijst naar de oorspronkelijke bewoners van de archipel. Doch sinds 1977 is de soort ook gevonden op Madeira, de Azoren, het Iberisch Schiereiland en op verschillende eilanden in het Middellandse Zeegebied, onder meer op Corsica, Sicilië, Sardinië, Poros en Ikaria (Griekenland). De soort is echter overal zeldzaam en lokaal voorkomend.
... · C. acrostica · C. guanchica · C. hispanica · C. maderensis · C. micropteris · C. pulchella · C. tinaei · ...